# Europort

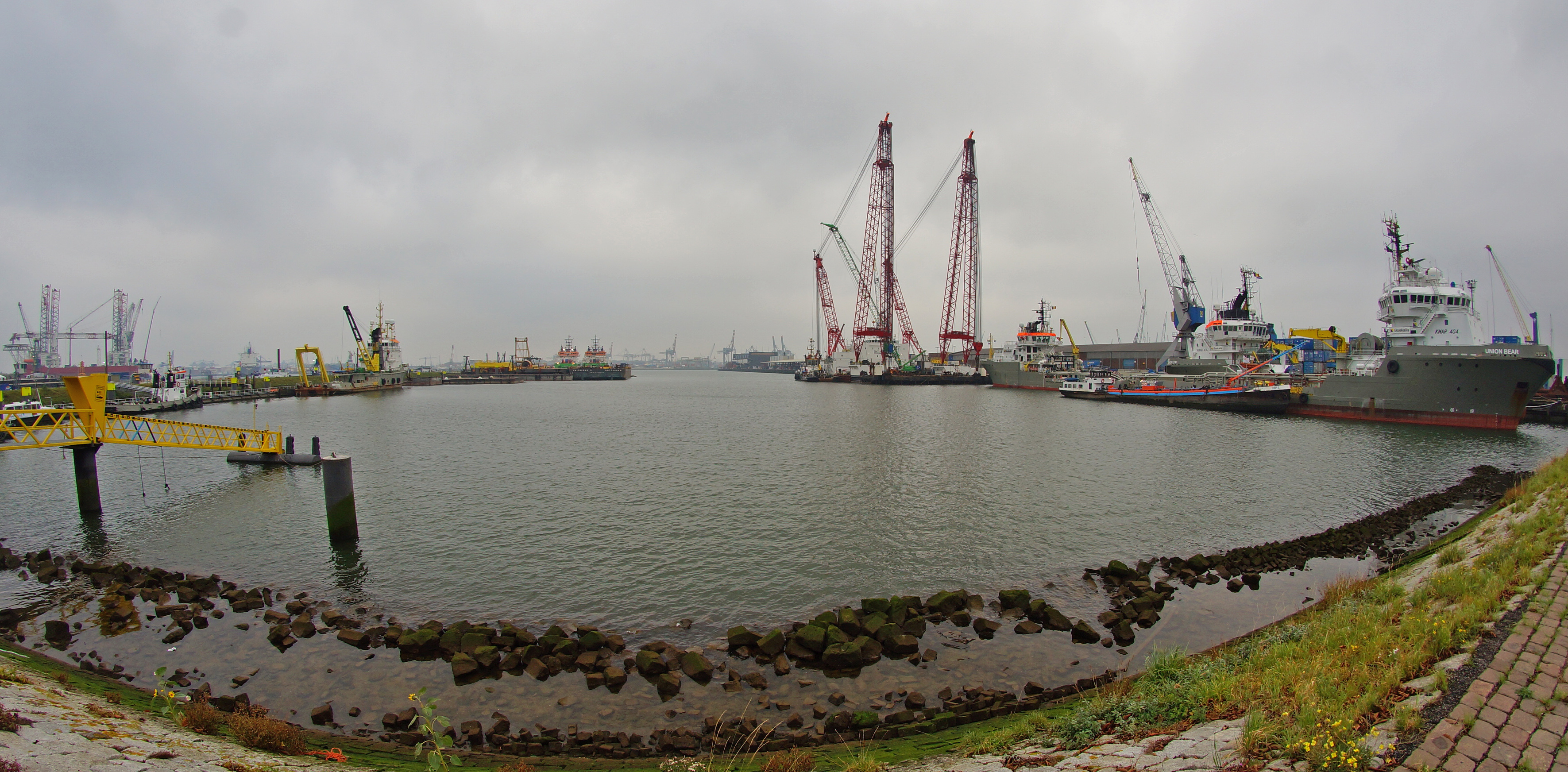
Europort w Rotterdamie

Europort (nid. Europoort) – część zespołu portowego Rotterdamu (Holandia), u ujścia kanału Nieuwe Waterweg do Morza Północnego; na wyspie Rozenburg; wybudowany w latach 1958–1968; powierzchnia (wraz z terenami przemysłowymi) – 3350 hektarów; przystosowany jest głównie do przyjmowania statków z ładunkami masowymi (ropa naftowa, rudy metali) do 225 tysięcy DWT; poza funkcjami portowymi – różnorodny przemysł. głównie rafinacja ropy naftowej (koncerny: British Petroleum i Gulf Oil), nadto hutnictwo żelaza, przemysł stoczniowy, cementowy.